# Hofbesluit
Een hofbesluit is een door de koning ondertekend besluit waarin het een of ander voor zijn huishouding, zijn Huis, of een Huisorde wordt vastgelegd.

Hofbesluiten en koninklijke beschikkingen hebben geen kracht van wet en vallen niet onder de ministeriële verantwoordelijkheid.
Omdat de leden der Staten-Generaal de ministers wel kunnen vragen naar de hofbesluiten mogen deze uiteraard niet in strijd met het algemeen belang zijn.
Omdat de koning deel uitmaakt van de regering brengen hofbesluiten die niet overeenkomen met het beleid van de ministerraad de ministers mogelijk in politieke problemen.
De beleidsruimte van de Nederlandse koning is daarom, ook binnen zijn Huis dat hij, sinds de Grondwet van 1848 "zelf inricht", beperkt.
Ook hofleveranciers worden bij hofbesluit of koninklijke beschikking aangesteld of van dit predicaat ontheven.